# Oliver O’Grady
Oliver O’Grady (* 1946 in Limerick) ist ein suspendierter katholischer Priester aus Irland, der von 1973 an mehrere Kinder in Kalifornien vergewaltigt hat.
O’Grady wurde in den späten 1960er-Jahren in Thurles im County Tipperary zum Priester geweiht. 1971 wanderte er in die Vereinigten Staaten ein. Von 1971 bis 1978 diente er als Priester in der St. Anne’s Catholic Church in Lodi. Danach wechselte er öfter die Kirchen und Gemeinden, blieb jedoch die ganze Zeit in Kalifornien.
1993 wurde er in vier Fällen wegen Kindesmissbrauchs an den Brüdern John und James Howard zu 14 Jahren Haft verurteilt. Der Anwalt Jeff Anderson sagte, dass die Gebrüder Howard zwischen 1976 und 1984 mehrfach von O’Grady missbraucht wurden, als diese zwischen drei und 13 Jahren alt waren. Weiterhin teilte Anderson mit, dass die Kirche bereits zwischen 1976 und 1984 von den Missbrauchsfällen gewusst, jedoch nichts dagegen unternommen habe. 1998 verurteilte ein Zivilgericht die Diözese Stockton, in der O’Grady diente, zu einer Schadensersatzzahlung von 30 Mio. US-$. Die Summe wurde im Nachhinein auf 7 Mio. US-$ reduziert.  O’Grady wurde im Jahr 2000 nach sieben Jahren Haft auf Bewährung entlassen und lebte nach der Ausweisung aus den Vereinigten Staaten wieder in Irland.
In einer im Jahr 2005 auf Video abgegebenen eidesstattlichen Erklärung sagte er aus, nicht weniger als 25 Kinder in Nordkalifornien missbraucht zu haben.
Der Oscar-nominierte Dokumentarfilm Deliver Us from Evil (2006) greift die Geschehnisse um O’Grady auf und versucht, die Verstrickungen der Kirche offenzulegen. O’Grady wirft der Kirche vor, von den Vorfällen gewusst zu haben, ihn jedoch durch Versetzungen in andere Pfarreien geschützt zu haben. Er bestätigte auch den Verdacht, dass der zuständige Bischof Roger Michael Mahony von den Geschehnissen wusste und ihn deswegen einer anderen Gemeinde zuteilte.
Im Dezember 2010 wurde O’Grady in Dublin wegen des Besitzes von Kinderpornographie erneut festgenommen. Im Januar 2012 wurde O’Grady wegen dieses Vergehens in Irland zu einer dreijährigen Freiheitsstrafe verurteilt. Nach seiner Flucht und einer Strafanzeige durch Papst Franziskus wurde im Oktober 2019 ein internationaler Haftbefehl entlassen; eine Woche später wurde er in Loulé an der Algarve in Portugal verhaftet.